# Ernesto de Fiori
Ernesto de Fiori, né le 12 décembre 1884 à Rome, en Italie, et mort le 24 avril 1945 à São Paulo, au Brésil, est un sculpteur, peintre et dessinateur autrichien d'origine italienne par son père et germano-autrichienne par sa mère.

## Biographie

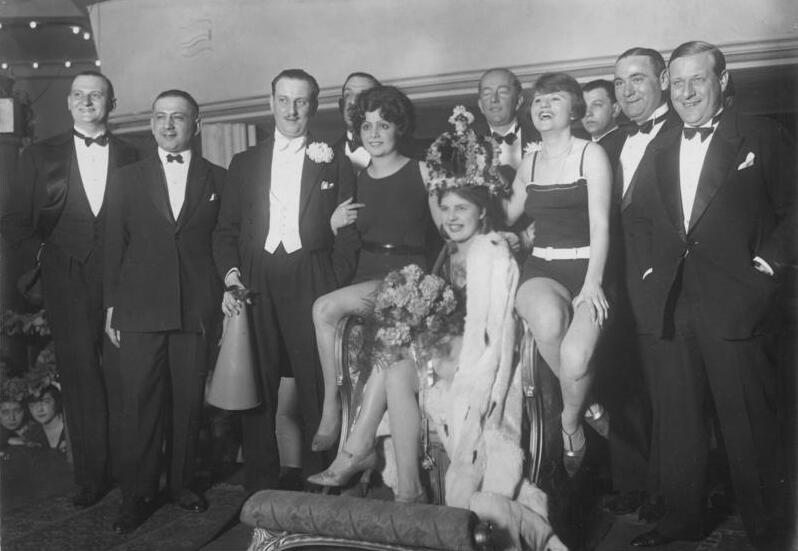
Ernesto de Fiori, membre du jury à l'élection de Miss Allemagne (Hildegard Quandt) à Berlin le 5 mars 1927 (avec Fritz Lang, Joseph Oppenheimer, Werner Retzlaff et Max Ehrlich).